# Mycale magnirhaphidifera
Mycale magnirhaphidifera är en svampdjursart som beskrevs av van Soest 1984. Mycale magnirhaphidifera ingår i släktet Mycale och familjen Mycalidae. Inga underarter finns listade i Catalogue of Life.